# Abus dangereux
Pour plus de détails, voir Fiche technique et Distribution.
Abus dangereux (Stop! Look! And Hasten!) est un film américain d'animation Merrie Melodies de 7 minutes et mettant en scène Bip Bip et Vil Coyote réalisé par Chuck Jones en 1954.

## Fiche technique
- Réalisateur Chuck Jones
- Producteur Edward Selzer
- Compositeur Carl W. Stalling